# ラブコメ (小説)
『ラブコメ』は、松久淳（執筆担当）と田中渉（原案・挿絵担当）著作の小説。および小説を元にした日本映画。

## 小説
2004年6月16日に発売し、2010年8月5日には小学館文庫版が発売されている。韓国語版の題名は「バナナで釘を打つほど寂しい!」。2010年9月17日には森田富士作画によるコミック版が発売された。
シリーズ第2作として『ストーリー&テリング』が2005年9月より『女性セブン』に連載、2006年7月26日に発売され、第3作として『ラブかストーリー』が2006年7月より『きらら』で連載、2007年8月29日に発売されている。それぞれ独立して読める内容ではあるが設定は共有しており、『ラブコメ』登場人物も両作品に登場している。
- ラブコメ ISBN 978-4093861403
- ラブコメ（小学館文庫） ISBN 978-4094085334
- ラブコメ（コミック版、Betsucomiフラワーコミックス） ISBN 978-4091334183
- ストーリー&テリング ISBN 978-4093964814
- ストーリー&テリング（小学館文庫） ISBN 978-4094085372
- ラブかストーリー ISBN 978-4093861908

## ストーリー
アニメ脚本家の美晴は、17年ぶりに再会した男勝りな性格の花屋の松田真紀恵に恋に陥る。しかしそれは真紀恵が元彼と付き合い始めるという最悪のタイミングだった。

## 映画
『ラブコメ』は、2010年9月25日公開のラブロマンス映画。auキャンペーン『LISMO Fes!』から生まれた映画で、KDDIが携帯キャリアとして初の100%出資映画。監督は『ROOKIES -卒業- 』の平川雄一朗。主演は『パレード』の香里奈、ほか。東京・新宿バルト9ほか全国10スクリーンで公開。
キャッチコピーは「17年ぶり、最悪のタイミングで出逢った彼女。やっぱり綺麗で、強かった…。」。

### キャスト
- 松田真紀恵（松田花店・3代目店長） - 香里奈
- 永峰涼子（松田花店アルバイト兼キャバ嬢・スミレ） - 北乃きい
- 村田美晴（アニメ脚本家） - 田中圭
- 美津恵（真紀恵の姉） - 中越典子
- 江島和俊（真紀恵の元彼） - 塚本高史
- 西島涼平（アニメ声優、バツイチ） - 渡部篤郎
- （ナレーション声優、真紀恵の父） - 志賀廣太郎
- （涼平の元妻） - 辺見えみり
- （探偵） - 佐藤二朗
- （バーテンダー） - 加藤虎ノ介
- （アニメ番組プロデューサー） - 江口のりこ

### スタッフ
- 原作 - 松久淳+田中渉『ラブコメ』（小学館文庫刊）
- 監督 - 平川雄一朗
- 脚本 - 石井薫
- 音楽 - 髙見優
- 主題歌 - WEAVER『僕らの永遠〜何度生まれ変わっても、手を繋ぎたいだけの愛だから〜』（A-Sketch）
- 撮影 - 大石弘宜
- 照明 - 北條誠
- 録音 - 山成正己
- 美術 - 黒瀧きみえ
- 編集 - 今井剛
- スクリプター - 矢野千鳥
- 助監督 - 北川博康
- 制作担当 - 齋藤大輔
- 装飾 - 石渡由美
- フラワーコーディネーター - U&Tse
- メイク - 五十嵐良恵、SHIO（香里奈）
- スタイリスト - 角田今日子、中村みのり（渡部篤郎）
- 音楽プロデュース - 志田博英
- 選曲 - 谷口広紀
- 音響効果 - 山口将史
- 視覚効果 - 石井教雄、遠山祐一郎
- 劇中アニメーション制作 - ゴンゾ
- 技術協力 - バスク
- MA - アオイスタジオ
- スタジオ - 東宝スタジオ
- 製作者 - 雨宮俊武、村山直樹
- プロデューサー - 春名慶、安藤親広
- 協力プロデューサー - 日下部雅謹、梶原富治、森井輝
- ラインプロデューサー - 安田邦弘
- 製作 - KDDI
- 企画 - 博報堂
- 制作プロダクション - ROBOT
- 配給 - ショウゲート

### Sweet 9 Flowords -愛しい9の花言葉-
『Sweet 9 Flowords -愛しい9の花言葉-』（スイート ナイン フローワーズ -いとしいきゅうのはなことば-）は、携帯電話配信のau・LISMOオリジナルドラマ第16弾となる映画『ラブコメ』プロローグドラマ。全9話（毎週月曜日配信）。映画に繋がる涼子の視点からみたドラマとなっている。2010年8月2日より配信開始。またJCNグループ局グループ局のJCNプラスチャンネル（地デジ11ch）でも『ハッピーラボ』ラスト5分枠でも放送。1話配信では一部で動画が観られなくる不具合があった。

#### キャスト（LISMOドラマ）
- 松田真紀恵 - 香里奈
- 涼子 - 北乃きい
- 美晴 - 田中圭
- 西島 - 渡部篤郎

#### スタッフ（LISMOドラマ）
- 監督 - 平川雄一朗
- 企画・制作プロダクション - ROBOT
- 著作・製作 - KDDI、ROBOT

#### 主題歌（LISMOドラマ）
- WEAVER『僕らの永遠〜何度生まれ変わっても、手を繋ぎたいだけの愛だから〜』